# Alexander Gennadijewitsch Chloponin

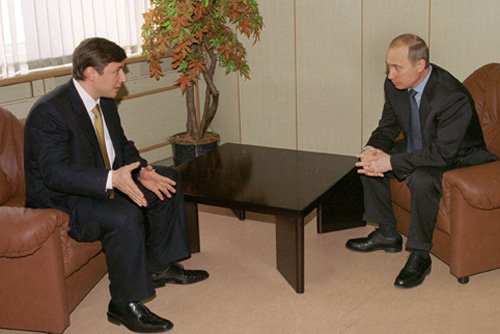
Alexander Chloponin (links) mit Wladimir Putin

Alexander Gennadijewitsch Chloponin  (russisch Александр Геннадиевич Хлопонин; * 6. März 1965 in Colombo, Sri Lanka) ist ein russischer Politiker. Vom 19. Januar 2010 bis 18. Mai 2018 war er Vize-Ministerpräsident der russischen Regierung, bis 2014 war er zudem Generalgouverneur des Nordkaukasischen Föderalen Bezirks.

## Biographie
Nach dem Abschluss der Fakultät für Internationale Wirtschaft am Moskauer Finanzinstitut im Jahre 1989 arbeitete Chloponin drei Jahre in der Kreditabteilung der russischen Wneschekonombank. Nach seinem Wechsel zur MFK-Bank wurde er zunächst deren Vize-Vorstandschef und später Präsident. Im Jahre 1996 übernahm er den Posten des Generaldirektors und Vorstandschefs von Norilsk Nickel.  
2001 wechselte Chloponin in die Politik, nachdem er zum Gouverneur des Autonomen Kreises Taimyr gewählt wurde. Bereits im darauffolgenden Jahr wurde Chloponin Gouverneur von Krasnojarsk, nachdem der amtierende Chef Alexander Iwanowitsch Lebed beim Absturz eines Hubschraubers Mil Mi-8 ums Leben kam.
Vom 30. März bis 29. September 2006 saß Chloponin als Mitglied im Präsidium des Staatsrates der Russischen Föderation.
Im Januar 2010 wurde Chloponin zum Vize-Ministerpräsidenten und zum Generalgouverneur des neu gegründeten Nordkaukasischen Föderalen Bezirks ernannt. Der Bezirk umfasst Dagestan, Inguschetien, Kabardino-Balkarien, Karatschai-Tscherkessien, Nordossetien-Alanien und Tschetschenien sowie das Gebiet Stawropol. Im Mai 2014 wurde er als Bevollmächtigter des Präsidenten im Nordkaukasus abgesetzt, behielt aber den Posten des stellvertretenden Ministerpräsidenten. 
Im Mai 2018 wurde Chloponin per Erlass des russischen Präsidenten Wladimir Putin von seinem Amt als stellvertretender Ministerpräsident entlassen.
Von 2003 bis 2016 saß Chloponin im Obersten Rat der Partei "Einiges Russland".